# Controverse sur la vaccination

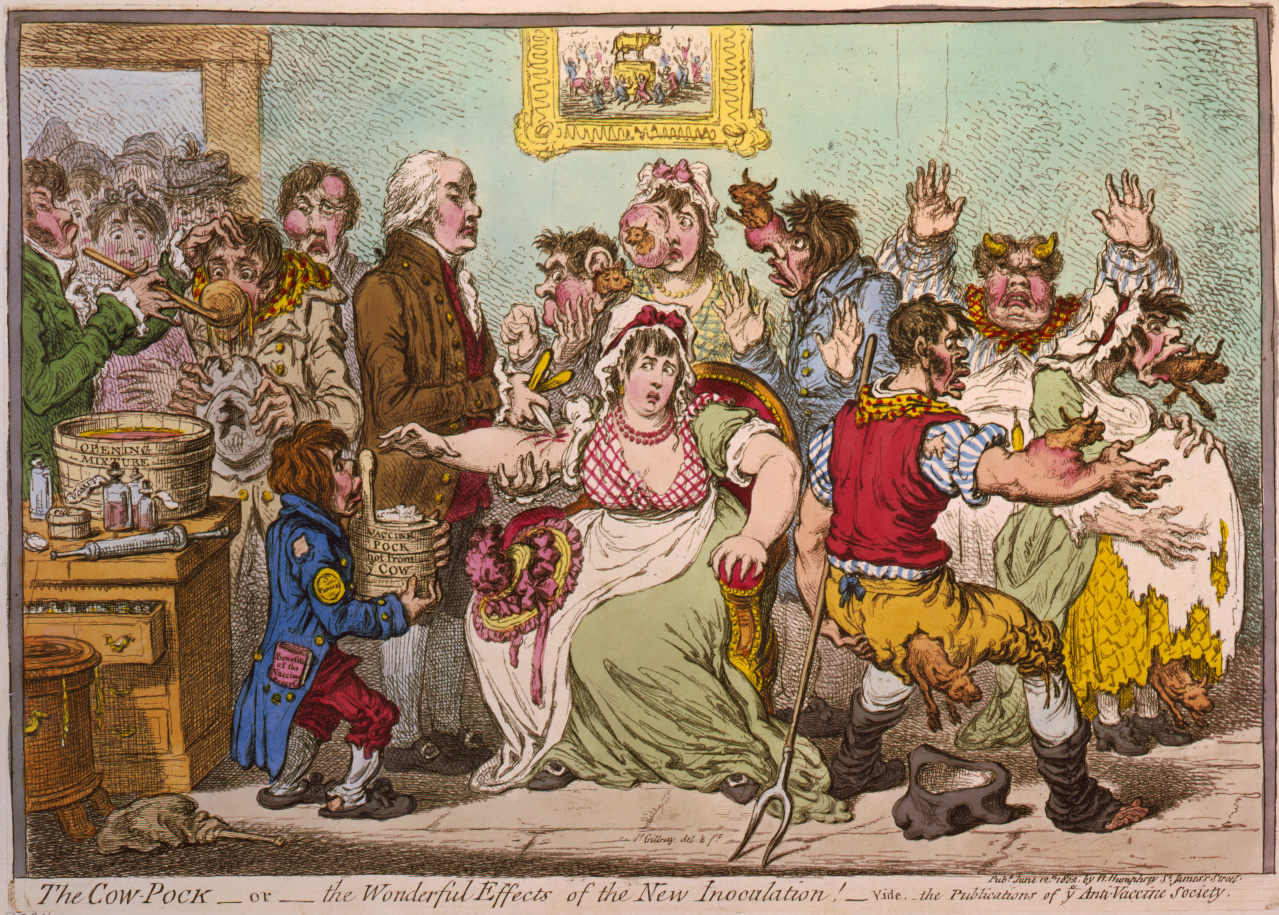
Une caricature antivaccination par James Gillray en 1802 : La variole de la vache ou les effets merveilleux de la nouvelle inoculation ! : mise en scène de la peur des gens de la « minotaurisation ».

Pourcentage de la population par pays, selon le taux d'approbation de la phrase Il est important de vacciner les enfants (2018).

La controverse sur la vaccination concerne la mise en cause de la pertinence, l'efficacité et la sécurité des vaccins et de la vaccination. Historiquement au cœur d'une controverse scientifique, la sécurité et les bienfaits de la vaccination font maintenant l'objet d'un solide consensus scientifique, notamment basé sur le fait que la vaccination a permis, depuis le milieu du XXe siècle, de faire disparaître de grands fléaux infectieux et de réduire le taux de mortalité. Le mouvement antivaccination, également appelé antivax, fait souvent appel aux théories du complot.
En dépit du consensus scientifique en faveur de la vaccination, elle demeure aujourd'hui contestée par des mouvements antivaccins, qui entretiennent une controverse fabriquée selon laquelle la vaccination serait inutile ou nuisible, et qu'elle pourrait même déclencher certaines maladies comme la sclérose en plaques ou certains troubles comme l'autisme. Dans les faits, la méfiance à l'égard de la vaccination a mené à plusieurs reprises à un déclin des taux de vaccinations ainsi qu'à une augmentation des cas des maladies y correspondant. Dans certains cas, ces peurs ont eu de graves conséquences sur la santé publique, comme au Royaume-Uni où la baisse de la couverture vaccinale, dans le cadre de la controverse sur le rôle de la vaccination dans l'autisme, a occasionné de sérieux troubles de la santé ainsi que plusieurs décès,. Une vaccination insuffisante des enfants engendre notamment une recrudescence mondiale de la rougeole.
En juin 2021, un sondage réalisé par Gallup observe que la France est le premier pays au monde pour les idées pro « antivax ».
Au demeurant, la légitimité de l'obligation vaccinale suscite des controverses. Perçue comme un affront aux libertés fondamentales par les associations antivaccinales ou libertaires, elle est considérée dans les pays démocratiques qui l'instaurent comme une nécessité au nom du bien commun.

## Controverses historiques

### Vaccination antivariolique

#### La variolisation auXVIIIesiècle
Au début du XVIIIe siècle, les médecins ont pris note des méthodes populaires de la variolisation. Mais l'ignorance médicale (les partisans de l'inoculation n'ont à opposer à leurs adversaires que de vagues statistiques) reste telle que les controverses sur l'inoculation sont légion. Les camps pour et contre la variolisation luttent tous deux avec leurs armes idéologiques, plus politiques que scientifiques. En effet, selon les adversaires, la variole serait un destin divin auquel on ne peut échapper et la variolisation serait un remède de bonne femme puisqu'il s'agit d'une méthode empirique exotique, importée de l'Empire ottoman en 1722 par une femme, Lady Montagu. La pratique, accompagnée par des succès signifiants, mais aussi par des adversités, est revendiquée dans la seconde moitié du XVIIIe siècle par la politique populationniste des gouvernements du siècle des Lumières et comme moyen de conservation des vies individuelles par les médecins-humanistes.
En 1796, le médecin de campagne anglais Edward Jenner met au point le vaccin contre la variole. Il s'agit d'une nouvelle méthode plus efficace et moins dangereuse de lutte, consistant en l'inoculation d'une maladie apparentée à la variole, mais bénigne. Bien que la vaccine jennerienne (communément appelée « variole de la vache ») ne soit pas contagieuse d'homme à homme, elle ne fait pas taire les critiques. La Royal Society présente des réticences, Pasteur note des échecs dus à des défauts d'inoculation. Si l'inoculation a moins de complications que la variolisation, elle suscite des doutes et entraîne des risques de contaminations d'autres maladies, et notamment la syphilis. L'utilisation de lymphes vaccinales inefficaces ou contaminées, provenant de pustules, expose à de nombreux risques de varioles ou de transmission d'autres maladies. De plus, une partie du corps médical (notamment les inoculateurs de la variole qui voient leur profession menacée) est réticente à inoculer une humeur animale considérée comme un poison, certains antivaccinistes brandissant la hantise de la minotaurisation (transformation en minotaure, monstre mi-homme, mi-taureau) de la race humaine. Enfin, le discours vaccinophobe propage le mythe de l'insuffisance des vertus dépuratoires du vaccin.

#### Contaminations au cours duXIXesiècle
En 1800, l'introduction du vaccin antivariolique en France provoque une grande controverse quant aux conséquences individuelles (accidents vaccinaux) ou sur la population (théorie de la dégénérescence). Un comité central de vaccine créé par Napoléon et Chaptal organise de manière très stricte la circulation de l'information médicale, allant jusqu'à censurer les journaux, afin de créer l'image d'un vaccin parfaitement bénin préservant à jamais de la petite vérole. Il répond ainsi aux caricaturistes anglais, qui représentaient des vaccinés, auxquels poussaient deux cornes et une queue (peur de la minotaurisation).
Si la vaccination a joué un rôle considérable dans la diminution de la variole, il est vrai que la technique de vaccination promue par le comité de vaccine puis par l'Académie de médecine (de bras à bras à partir d'une lymphe humaine, et qui était celle communément employée dans toute l'Europe) comportait des risques importants de transmission de maladies. Ce risque a d'abord été reconnu en Italie dès 1814, et surtout après un accident dramatique survenu dans ce même pays en 1861. Il faut attendre 1864 pour que le Congrès Médical de Lyon reconnaisse enfin le risque de contamination vaccinale et promeuve la vaccination animale par l'Académie de Médecine. Toutefois, la France est bien l'un des premiers pays, avec l'Italie, à abandonner la vaccination bras-à-bras avant la Belgique (1865), l'Allemagne (1884), suivis par les Pays-Bas et les États-Unis, l'un des derniers pays étant la Grande-Bretagne (1898).
Ce traumatisme engendré par l'apparition de variole après vaccine vers le milieu du XIXe siècle est suivi par une nouvelle vague d'antivaccinateurs qui trouve son origine, à partir de 1880, dans les milieux hygiénistes, adversaires de toute vaccination, tel l'ophtalmologue belge, Hubert Boëns (1825-1898), qui fonde en 1880 la Ligue universelle des antivaccinateurs. Ils s'appuient sur un discours scientiste antivaccinal et la théorie des germes pour émettre des recommandations en matière de salubrité publique, de conditions de logement et de travail, privilégiant la désinfection et l'isolement des varioleux aux campagnes de vaccination,. Les épidémies continuent ainsi à faire des ravages : alors que la variole tue une fois sur cinq, et jusqu'à 40 % pendant les épidémies, les rares études épidémiologiques au XVIIIe siècle montrent que la variolisation tue une fois sur cinquante et, lorsque la méthode jennerienne de vaccination est appliquée, « on cite des chiffres de 1 mort pour 400 inoculés, 3 pour 1 000, 5 pour 1 000 ».

#### Vaccination et éradication
Le XXe siècle voit la santé publique supplanter l'hygiène publique, ce qui se traduit par le développement de l'obligation de la vaccination antivariolique. En 1904, à Rio de Janeiro (Brésil), au cours de la révolte du vaccin, des manifestants organisés autour de la Liga Contra a Vacina Obrigatória demandent la fin de la vaccination antivariolique obligatoire et de la destruction des logements insalubres qui avaient été institués par le gouvernement.
En 1958 l'OMS (Organisation mondiale de la santé) lance une grande campagne de vaccination mondiale pour éradiquer la variole. Celle-ci est renforcée en 1967. Mais l'OMS remarque que, dans certains pays , comme l'Afrique sub-saharienne ou le sous-continent indien, les vaccinations de masse n'ont pas d’effets sur la propagation de la maladie, même lorsque plus de 80 % de la population est vaccinée. « Toutefois, dans certains pays, même lorsque la couverture de vaccination atteignait 80 ou même 90 %, les sujets sensibles non vaccinés, regroupés en certains secteurs particuliers du pays ou dans les zones de faible niveau socio-économique des villes, constituaient une population suffisamment importante pour que la transmission de la variole se perpétue ».
En 1967, l'OMS décide donc de changer de stratégie en associant aux vaccinations la méthode dite de surveillance/endiguement. Cette méthode porte ses fruits puisque la transmission de la variole dans ces pays a été interrompue en trois ou quatre ans. Cette politique visait à ré-orienter la vaccination vers des cibles plus précises, selon les poussées épidémiques et vers ceux qui n'avaient jamais été vaccinés auparavant. On accordait ainsi un niveau de priorité plus élevé à la surveillance active et à l'endiguement.

### Vaccin contre la tuberculose et «désastre de Lübeck»
En décembre 1929, l'Hôpital de Lübeck (Allemagne) lance une campagne de vaccination des nouveau-nés contre la tuberculose, par le BCG (bacille de Calmette et Guérin) par voie orale dans le lait maternel. En quatre mois, 251 enfants sont vaccinés. Dans les mois qui suivent, on constate un nombre inhabituel de décès. Une enquête de surveillance est mise en place avec un suivi de trois ans des enfants vaccinés. En 1932, il est établi que 72 enfants (30 %) sont décédés de tuberculose, 127 (53 %) ont fait une tuberculose clinique ou radiologique avec guérison et 41 (17 %) n’ont eu aucun signe, sinon une conversion tuberculinique (virage de cuti, attendu après vaccination). Les interrogations se sont portées sur la responsabilité du BCG (M. Bovis souche 374, de l'Institut Pasteur de Paris).
L'enquête a établi que la souche de BCG utilisée avait été contaminée par une souche virulente de M. tuberculosis (souche Kiel) cultivée dans le laboratoire de l'hôpital de Lübeck, la dernière préparation du vaccin BCG se faisant dans le même local.
Malgré l'exclusion de la responsabilité du BCG en tant que vaccin, cette erreur de préparation a retardé son introduction en Allemagne,. Cette tragédie a aussi accéléré l'intervention des États dans le contrôle et la production de vaccins, ainsi que l'abandon de la voie orale pour le BCG remplacée par l'injection intra-dermique (datant de 1927), la multipuncture (1939) ou la scarification (1947).

### Vaccin contre l’hépatite B
En 1992, l'OMS recommande aux États membres la vaccination universelle des enfants contre l'hépatite B. En juillet 1994, la France décide de proposer, dès la rentrée suivante, cette vaccination gratuite pour les enfants des classes de 6e. Ce programme scolaire est appuyé par une campagne intense de publicité (presse et télévision), non scientifiquement contrôlée et parfois dramatisante. En trois mois, près de 500 000 élèves sont vaccinés. Des millions de jeunes adultes se font vacciner chez leur médecin au-delà des objectifs initiaux. Ils sont estimés à six ou sept millions durant la seule année 1995. Fin 1995, des cas de sclérose en plaques chez des personnes vaccinées sont notifiés et une controverse sur la responsabilité du vaccin dans l’apparition de la maladie éclate. Cent-six malades sont recensés en décembre 1996, regroupés au sein de l'association REVAHB, (ils seront plus de mille en 2001). La presse évoque alors un nouveau scandale sanitaire, du type de l’affaire du sang contaminé.
Le 1er octobre 1998, le ministre de la Santé Bernard Kouchner décide de suspendre la vaccination dans les collèges, tout en la maintenant pour les nourrissons, en laissant familles et médecins en décider par eux-mêmes. Ce changement de politique vaccinale est critiqué par l'OMS dans un communiqué, comme scientifiquement injustifiée et mettant en danger les programmes mondiaux de vaccination contre l'hépatite B. De nombreuses études se succèdent de 1999 à 2011, aucune ne détecte un sur-risque significatif, à l'exception de celle d'Hernan (2004).
En 2012, l'AFSSAPS (Agence de sécurité sanitaire Française) indique qu'aucun élément nouveau n'est apparu pour mettre en cause cette vaccination, l'OMS et les agences sanitaires des principaux pays ayant la même position. En France, la vaccination des nourrissons contre l'hépatite B s'établit à 88 % après avoir stagné à 25 % jusqu'en 2004, principalement, en raison des vaccins hexavalents (vaccinant contre six maladies et intégrant celui contre l'hépatite B).
En 2017, plus de 20 ans après les faits, de nombreuses études à long terme n’ont relevé aucune manifestation indésirable grave imputable à la vaccination contre l’hépatite B. L'Organisation mondiale de la santé (OMS) précise que "les données n’indiquent pas de lien de causalité entre le vaccin antihépatite B et les affections neurologiques (y compris le syndrome de Guillain-Barré et la sclérose en plaques), le diabète sucré, les troubles démyélinisants, le syndrome de fatigue chronique, l’arthrite, les maladies auto-immunes, l’asthme, la chute de cheveux ou le syndrome de mort subite du nourrisson.".
En 2019, l'OMS indique sur son site que 189 États Membres avaient introduit à l’échelle nationale le vaccin contre l’hépatite B pour les nourrissons. La couverture mondiale par trois doses de vaccin antihépatite B est estimée à 85 % des nourrissons.
En 2020, l'OMS rappelle qu'on dispose de vaccins sûrs et efficaces pour prévenir l’hépatite et estime possible d'éliminer l’hépatite à l’horizon 2030.

#### Cas du procès GSK
En juin 2009 sur la base de « présomption d'imputabilité » (et non une preuve de causalité), et dans le strict cadre du droit du travail, le laboratoire fabricant GSK a été condamné pour ne pas avoir mentionné sur la notice du vaccin les risques de sclérose en plaques, mentionnés dès 1994 dans le dictionnaire Vidal comme un effet indésirable "rapporté mais non démontré". Le tribunal de Nanterre décide que "l'imputabilité de la pathologie (…) à l'injection du vaccin (…) est établie". Une centaine de victimes ont aussi été indemnisées par l’État, sélectivement et à l'amiable : il s'agissait des professionnels de santé ayant reçu la vaccination à titre obligatoire et ayant développé certaines maladies. Les tribunaux administratifs ont parfois augmenté ces indemnisations. Précisons qu'en France, le droit du travail est différent du droit commun. Dans le droit du travail, il suffit d'une « présomption d'imputabilité », aucune preuve de causalité n'est nécessaire. En droit commun, la Justice a conclu par un non-lieu, le 9 mars 2016, après une enquête de 17 ans sur cette affaire de vaccination. Ces différences, de même que les décisions judiciaires successives sur chaque dossier, ont généré une forte incompréhension pour les personnes s'estimant victimes du vaccin. Depuis, en France, pour tous les vaccins, il existe un système d'autorisation et de contrôle des publicités, ainsi que, pour les nouveaux vaccins, leur inscription systématique sur la liste des produits faisant l'objet d'un plan de gestion des risques coordonné par l'ANSM.

### Utilisation de particules d’aluminium comme adjuvant
Des sels d'aluminium (particules de l'ordre du µm) sont utilisés comme adjuvant immunologique dans de nombreux vaccins. L'alun de potassium fut le premier employé, puis il fut progressivement remplacé par d'autres formulations tel que l'oxy-hydroxyde d'aluminium, l'hydroxy-phosphate d'aluminium et le sulfate d'hydroxy-phosphate d'aluminium. Il est estimé qu'environ 2/3 des vaccins contiennent au moins l'un de ces adjuvants,.
Dans quelques cas, il a été rapporté des rougeurs, des irritations allergiques et des nodules au point d'injection, mais leur sûreté est démontrée depuis 1926,. En 2005, un groupe international d'experts réuni pour tenter d'établir un consensus scientifique a estimé qu' « il n'y a pas de données permettant de conclure » que les vaccins contenant de l’aluminium constituaient une menace de santé.
La question de leur innocuité s'est posée en 2001, en France : les vaccins contenant des sels d’aluminium pourraient être à l'origine de myofasciite à macrophages, définie comme une lésion inflammatoire microscopique au point d'injection. Une synthèse des études épidémiologiques est réalisée en 2003 par l’expertise collective des trois agences françaises l'InVS, l'Afssa et l'Afssaps et détaille les effets de l'exposition à l'aluminium, en rappelant que hors vaccination, et même injecté à faible dose, « peut induire une accumulation à long terme des effets neurotoxiques ».
Le Comité consultatif mondial sur la sécurité des vaccins et l’ANSM estiment que cette entité correspond à un « tatouage vaccinal » sans rapport avec un ensemble de troubles cliniques allégués. Cependant, les cas étant rares et n'étant observés qu'en France, d'autres études sont nécessaires pour établir un lien de cause à effet, et l'OMS indique en octobre 1999 ne pas disposer d'éléments pour recommander la modification des pratiques vaccinatoires dans le cas de vaccins contenant de l’aluminium.
Le 28 juin 2012, l'Académie de médecine s'oppose dans un communiqué à tout moratoire sur les vaccins contenant de l'aluminium et relève « qu'aucune preuve de toxicité neurologique imputable à l'aluminium de l'alimentation ou des vaccins n'a pu encore être fournie à ce jour » et que « la résurgence des maladies prévenues par ces vaccins entraînerait de façon certaine une morbidité très supérieure à celle, hypothétique, des maladies neurologiques ou auto-immunes imputées à la vaccination ».
Le Conseil d'État a reconnu (en dernière instance de 8 affaires judiciaires) que « dans le dernier état des connaissances scientifiques, l'existence d'un lien de causalité entre une vaccination contenant un adjuvant aluminique et la combinaison de symptômes constitués notamment par une fatigue chronique, des douleurs articulaires et musculaires et des troubles cognitifs n'est pas exclue et revêt une probabilité suffisante pour que ce lien puisse, sous certaines conditions, être regardé comme établi ; que tel est le cas, lorsque la personne vaccinée, présentant des lésions musculaires de myofasciite à macrophages à l'emplacement des injections, est atteinte de tels symptômes ».
Parmi le peu d'études s'étant intéressées au devenir de l'aluminium vaccinal dans l'organisme, à son mode d'action comme adjuvant et à son élimination, une étude présentée en mars 2017 au conseil scientifique de l’ANSM (Agence nationale de Sécurité du Médicament) indiquait que la sensibilité toxique à l'aluminium pouvait être liée à certains profils génétiques. En septembre 2017, une note interne fuitée au Parisien dévoile les résultats de l'étude : ces travaux apportent de nouveaux éléments tendant à expliquer le lien entre les adjuvants aluminiques et la myofasciite à macrophages. Grâce à des tests menées en laboratoires entre 2014 et 2016 sur des souris, il a pu être démontré que l'aluminium injecté via un vaccin peut remonter au cerveau, provoquant ainsi des troubles neuro-musculaires. Une prédisposition génétique expliquerait néanmoins la rareté des cas diagnostiqués parmi la population humaine. Les médias reprennent largement le passage suivant de l'ANSM, : « L’apport de l’étude aux connaissances sur la sécurité des vaccins semble significatif, sans être encore déterminant ». L'ANSM fait usage d'un droit de réponse qui rectifie un nombre d'éléments factuels et « tient à rassurer les patients sur le fait qu’aucun signal lié à l’aluminium contenu dans les vaccins n’a conduit à ce jour à remettre en cause le rapport bénéfice / risque des vaccins contenant de l’aluminium. Les résultats des études de l’équipe du Pr Gherardi ainsi que l’ensemble des rapports et publications disponibles à ce jour, ne modifient pas le rapport bénéfice / risque positif des vaccins contenant de l’aluminium, pour lesquels il existe un recul d’utilisation avec des centaines de millions de vaccins administrés dans le monde depuis près d’un siècle. (…) ».
Selon le professeur Daniel Floret, pédiatre et vice-président de la commission technique de vaccination, la dose d'aluminium apportée par les vaccins est bien plus faible que celle apportée par notre environnement : nous sommes exposés à des doses bien plus importantes par le biais de l'alimentation, des cosmétiques, des médicaments, etc..
En 2018, la FDA juge les risques des vaccins aluminés comme « extrêmement faibles » au regard des avantages des vaccins chez les enfants, en soulignant que l'exposition principale de l'aluminium est celle par la nourriture et la boisson.
En octobre 2019, malgré un faisceau d'indices scientifiques significatifs, aucun lien de maladie due à l'aluminium n’a pu être officiellement établi avec les vaccins par les autorités sanitaires ni de façon déterminante par le consensus scientifique,.

### Utilisation du phosphate de calcium comme adjuvant
Le phosphate de calcium fait l'objet d'une campagne menée par des associations de patients opposés à la présence d'aluminium vaccinal.
L’Institut Pasteur a utilisé dans les années 1960 le phosphate de calcium comme adjuvant de ses vaccins antidiphtérique et antitétanique avant qu'il soit abandonné dans les années 1980.
En 1985, la branche vaccins de l’Institut Pasteur, Pasteur Production, fut rachetée par l’Institut Mérieux, donnant naissance à Pasteur Vaccins. L’Institut Mérieux arrêta la production de vaccins à base de phosphate de calcium. L’utilisation de l’hydroxyde d’aluminium fut généralisée, par souci d’harmonisation de la production vaccinale française, afin d’être plus compétitif sur les marchés étrangers : « Cela ne vaut pas la peine de se pencher sur le phosphate de calcium, alors que l’aluminium est universellement accepté », expliquait le Dr Roumiantzeff, directeur médical de Mérieux, le 4 novembre 1986.
Selon le rapport de l'Académie de Médecine publié en 2012, le phosphate de calcium paraît avoir un pouvoir adjuvant beaucoup plus faible que les sels d'aluminium. Une nouvelle formulation nanoparticulaire pourrait pallier cet inconvénient, mais les études publiées restent fragmentaires et ne donnent pas de renseignement sur la réponse immunitaire à long terme. Le débat reste ouvert et des travaux supplémentaires sont indispensables.

### Vaccin ROR, thiomersal et autisme
La controverse sur le rôle de la vaccination dans l'autisme est à l'origine une controverse scientifique portant sur la vaccination, particulièrement forte dans les pays anglo-saxons. En 2004, il s'avère que l'étude suggérant un tel lien était frauduleuse. Cependant pour les parents américains des enfants concernés et leurs avocats, il existerait trois théories provoquant l'autisme : celle du vaccin contre la rougeole, la rubéole et les oreillons (ROR) qui endommagerait les intestins (étude frauduleuse d'Andrew Wakefield), celle du thiomersal toxique pour le système nerveux central, enfin celle de l'injection combinée de plusieurs vaccins qui affaiblirait le système immunitaire.
Le consensus scientifique, appuyé notamment par une méta-analyse de 2014 sur un million et demi de dossiers médicaux, conclut à l'absence de preuve d'un rôle quelconque de la vaccination dans l'autisme, et ce dans tous les cas incriminés.
La controverse a pris une dimension judiciaire, avec de nombreuses plaintes de familles américaines via le recours collectif Omnibus Autism Proceeding, qui ont été déboutées en 2009. Quelques actions de même type ont lieu en Europe. Un problème de santé publique se pose en raison de la baisse de la couverture vaccinale, et du retour d'épidémies de rougeole dans des pays occidentaux.

### Vaccin Gardasil contre le papillomavirus
Le Gardasil est un vaccin contre le papillomavirus humain (HPV, responsable du cancer du col de l'utérus). Accueilli en 2006 comme une bonne nouvelle dans plusieurs pays, ce vaccin très utilisé aujourd'hui est une source de controverses. En effet des jeunes filles ont souffert, postérieurement à leur vaccination, de développement d'une maladie auto-immune comme la Sclérose en plaques (SEP) , mais aussi le Lupus par exemple.
Des associations luttent pour obtenir un moratoire sur le Gardasil, il s'agit notamment de Revahb qui regroupe les victimes présumées du vaccin contre l'hépatite B, E3M qui rassemble les personnes atteintes de myofasciite à macrophages et Amalyste, une association de patients souffrant des syndromes de Lyell et de Stevens-Johnson, ainsi que « les filles et le gardasil », une association dédiée.
Pour les scientifiques, la relation entre ces maladies et la vaccination ne peut être envisagée que si l'apparition des maladies est plus fréquente sur les populations vaccinées que sur les autres, ce qui n'est pas ce qui est observé :
- ainsi l'ANSM a mené en France[70] une étude préliminaire de surveillance de l’incidence des maladies auto-immunes sur les données du système national d'information inter-régimes de l'Assurance maladie, portant sur une cohorte de jeunes filles nées entre 1992 et 1996 ne montre pas d’augmentation de l’incidence des maladies auto-immunes ni plus particulièrement de SEP après une vaccination par Gardasil[71] ;

- de même, l'Académie nationale de médecine cite d'autres cohortes étudiées au Danemark[72],[73] et aux États-Unis[74], qui ne montrent pas de différence entre les maladies auto-immunes spontanées et celles qui surviennent dans les populations de vaccinées.

### Vaccins contre la grippe A (H1N1)
En 2009, le vaccin en préparation pour le virus A (H1N1) a provoqué une controverse avant même sa distribution,,.
Du fait, le suivi des personnes vaccinées et la détection des effets secondaires ont été des plus exhaustifs,.
En août 2010, après la fin officielle de la pandémie, 4 428 effets indésirables, principalement bénins, avaient été enregistrés. Dans un bulletin de pharmacovigilance l'Afssaps conclut : « Au 28 mars 2010, les données de sécurité issues de la notification spontanée et des résultats préliminaires des études pharmaco-épidémiologiques en cours, tant sur le plan national qu’européen ne montrent pas de signal d’alerte particulier pouvant remettre en cause le profil de tolérance de ces vaccins. ».
Le Figaro fit un article sur 22 cas de narcolepsie cataplexie relevés parmi 5,7 millions de personnes vaccinées. La prévalence de cette maladie est estimée être entre 1/3300 à 1/5000, ce qui indique qu'au moins un millier de personnes étaient porteuses de cette maladie parmi les personnes vaccinées.

#### Augmentation avérée du risque de narcolepsie
Le 29 mars 2011, l’agence suédoise du médicament a indiqué que le risque de narcolepsie a été quatre fois plus élevé chez les moins de 20 ans ayant reçu le vaccin Pandemrix contre la grippe H1N1 ,.
Le 21 juillet 2011, l'EMA, l'agence européenne du médicament restreint sévèrement l’utilisation du vaccin contre la grippe H1N1 chez les jeunes de moins de 20 ans, justement les plus touchés par le risque de narcolepsie.
En 2013, l'origine des cas de narcolepsie a été médicalement élucidée, par un mécanisme d'auto-immunité.
En septembre 2013, l'agence française ANSM confirme au sujet du vaccin Pandemrix que « plusieurs études (…) montrent qu’il existe une augmentation du risque de narcolepsie chez l’enfant, l’adolescent et l’adulte jeune ». Parallèlement, le Royaume-Uni indemnise les victimes.
En 2015, en France trois adolescents reçoivent plus de 600 000 euros d'indemnisation de l'ONIAM pour leur narcolepsie survenue après la campagne de vaccination de 2009. L'ANSM a recensé 61 cas de narcolepsie post-vaccinale.
En mai 2016, le parlement suédois vote un budget pour l'indemnisation de plus de 300 victimes de narcolepsie, principalement des enfants.
Lisa Brouwers, de l'institut suédois de contrôle des maladies infectieuses, citée en mars 2012 par Courrier International, estimait que le vaccin, administré à cinq millions de Suédois, avait dû épargner six décès.
Les États-Unis ont utilisé un vaccin différent, sans adjuvant. Aucune corrélation n'a été relevée avec la narcolepsie.

### Vaccin antitétanique et hormone chorionique gonadotrope humaine
Fin 2014 au Kenya, l'association des médecins catholiques du Kenya a affirmé avoir trouvé un antigène, l'hormone chorionique gonadotrope humaine, qui provoquerait des fausses couches, dans un vaccin antitétanique injecté durant la campagne de vaccination soutenue par le gouvernement kényan. L'association a rappelé que l'Église catholique gère 54 hôpitaux, 83 centres de santé, 17 écoles de médecins et d'infirmier au sein d'un réseau de soins et que ce réseau procure également des vaccinations.
Le gouvernement a catégoriquement démenti la présence d'une telle hormone dans les vaccins, qui n'aurait de toute manière pas eu d'effet stérilisateur ; l'UNICEF a elle aussi remis en cause ces accusations émanant de l’Église catholique kényane sans argument scientifique ou factuel à l'appui. Une enquête des « Décodeurs » pour LeMonde.fr confirme qu'il s'agit d'une fake news complotiste.
Toujours selon les décodeurs du Monde : « Des affirmations similaires ont ainsi été véhiculées dans les années 1990 au Mexique, en Tanzanie, au Nicaragua et aux Philippines pour tenter de discréditer les programmes de vaccination de l’OMS. Au Pakistan, c’est le vaccin contre la poliomyélite qui a été accusé de rendre stérile ou d’inoculer le virus du sida, fantasmes qui ont conduit à une série d’assassinats de plusieurs vaccinateurs en 2012. »

### Vaccins contre la Covid-19

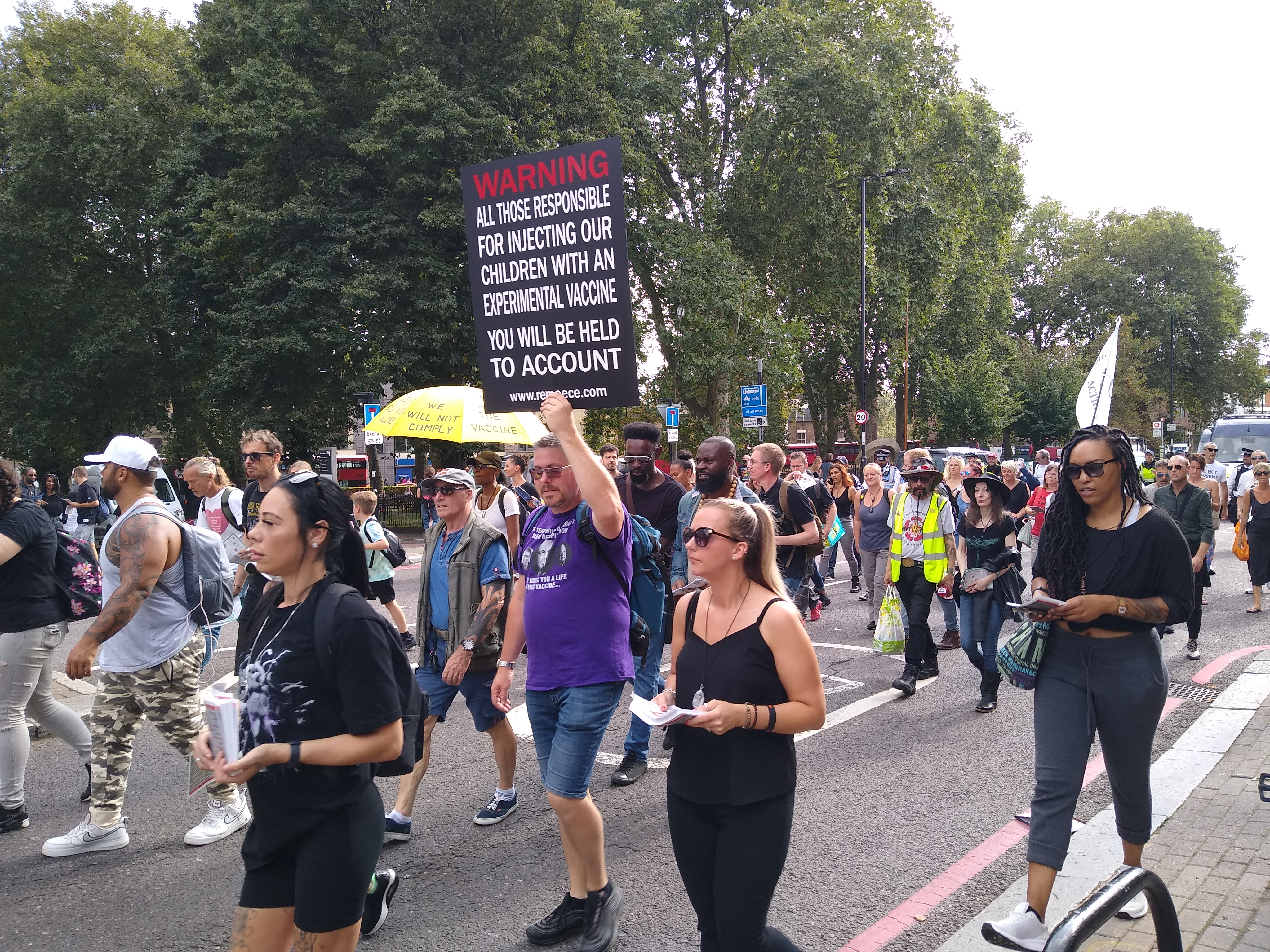
Manifestation contre la vaccination à Londres, en septembre 2021.

Au cours de la pandémie de Covid-19, et en particulier à partir du lancement des premières campagnes de vaccination, une partie de la population mondiale s'oppose ou reste méfiante à l'égard du vaccin contre la Covid-19. Ce groupe de personnes reste très hétérogène. Selon Christophe Benavent, il se compose de trois tendances principales : les militants antivax « réfractaires » les plus radicaux nient l'utilité de la vaccination en général, et propagent la désinformation sur la pandémie, voire des théories complotistes pour justifier leur rejet, jusqu'à, pour certains, employer la violence ; les « récalcitrants », partie de la population qui reste sceptique et, sans rejeter totalement la vaccination, craint de potentiels effets secondaires qui y seraient liés, et se vaccine sous la contrainte. Enfin, une dernière catégorie, désignée comme les « procrastinateurs », s'appuie sur différentes raisons pour repousser la vaccination, mais reste possible à convaincre par des arguments scientifiques.
Pour lutter contre la défiance à l'égard de la vaccination, les autorités gouvernementales de nombreux pays mettent en place des politiques d'incitation ou de contrainte à la vaccination, telles que le passe sanitaire en Europe,.
Il est difficile d'établir un profil type des personnes opposées à la vaccination contre le virus, toutefois, en France, selon une étude sociologique publiée en 2021, cela concernerait de manière prédominante les femmes et les personnes jeunes, ainsi que les catégories sociales les plus modestes,,. Sur le plan politique, les personnes opposées à la vaccination seraient plutôt proches d'idéologies de droite radicale ou de gauche radicale, ou apartisanes,. En juillet 2021, 16 % des Français n'avaient pas l'intention de se faire vacciner.

## Arguments des opposants à la vaccination
De nombreux arguments sont invoqués :

### Le rapport bénéfice/risque des vaccins est trop faible
Paradoxalement, le succès des vaccins à réduire les maladies vaccinables laisse apparaitre au grand jour des effets indésirables. Le vaccin étant administré à des personnes saines, et le risque de maladie étant moins perceptible, la population est moins encline à tolérer ces effets indésirables. Les vaccins sont ainsi « victimes de leurs succès ».
De plus les opposants à la vaccination attribuent au vaccin toute affection qui suit une vaccination, même lorsque des études épidémiologiques de plus en plus robustes ne montrent pas de rapport de causalité. Devant la persistance de fausses allégations (par exemple vaccin/autisme), c'est devenu un défi pour les autorités de conserver le soutien des populations pour les campagnes de vaccination.
De nombreux autres arguments sont régulièrement évoqués : la population peut avoir l'impression d'une densité excessive du calendrier vaccinal ; elle a une méconnaissance des éléments de base de la santé publique et il y a une perte de mémoire générationnelle de la gravité des grandes endémies ; elle pâtit d'une mauvaise communication des pouvoirs publics et du corps médical.
Selon une enquête de l'INPES en 2004, 40 % des personnes interrogées déclarent ignorer de quelle façon agissent les vaccins, une méconnaissance qui, selon Science&Santé, « fait le lit de la méfiance ».

### La régression des maladies infectieuses rend les vaccins inutiles
Les vaccins sont inutiles puisque la régression des maladies infectieuses serait due aux progrès de l'hygiène et des soins.
Selon Figaro santé, cet argument repose sur le fait que les décès dus à certaines maladies infectieuses ont régressé avant l'apparition du vaccin dédié. Mais le Figaro santé affirme qu'il est plus pertinent d'observer le nombre total de personnes malades que les décès : les données montrent alors la diminution voire la disparition de la maladie après le démarrage de la vaccination. Le Figaro santé donne un exemple « éloquent » : après une suspension du vaccin contre la coqueluche au Japon, le nombre de malades annuels passe de 373 en 1974 à 13 000 en 1979. Lorsque le programme de vaccination redémarre en 1981, le nombre de malades diminue, alors que le Japon n'a pas amélioré l'hygiène dans ces années là. Le Figaro santé affirme également que la coqueluche n'est pas sensible à l'hygiène, la bactérie se transmettant uniquement par voie aérienne.
Anny Poursinoff avance que pour la rougeole, « en 1987, avec une couverture vaccinale d'à peine 10 %, il y eut dix décès » et appelle à procéder à un bilan des politiques vaccinales mises en place depuis des décennies. En France, en 1987, la couverture vaccinale contre la rougeole était de près de 60 %. Le bilan de la politique vaccinale a été fait puisqu'au cours des années 1960-1970, il y avait plus de 600 000 cas annuels de rougeole (avec 10 à 30 décès chaque année), contre 331 000 cas en 1986 et 4 448 cas en 2004.
La communauté scientifique et l'OMS reconnaissent que l'hygiène de l'eau permet de faire régresser des maladies infectieuses. L'OMS indique cependant que les vaccins sont nécessaires, car l’hygiène, l’assainissement, la qualité de l’eau et la nutrition ne sont pas suffisants à eux seuls pour stopper les maladies infectieuses. L'OMS a réuni les études scientifiques qui montrent l'efficacité des vaccinations, et affirme que des maladies devenues rares, comme la coqueluche, la poliomyélite et la rougeole réapparaîtraient rapidement sans les vaccins. Aussi les vaccinations, comme l'hygiène de l'eau, sont régulièrement classées dans la liste des dix plus grandes réalisations de santé publique.

### L'obligation vaccinale serait imposée pour les profits qu'elle génère
Le profit financier expliquerait l'obligation vaccinale. Pourtant l'obligation vaccinale s'imposait alors que le secteur économique des vaccins restait marginal, du fait de la complexité de développement et du faible coût de revient (contrairement à un médicament, un vaccin n'est pas administré en continu).
Au début du XXIe siècle, le marché du vaccin s’est cependant élargi avec de nouvelles spécialités, vaccins monovalents ou combinés, comme le Prevnar (en) (en France Prévenar), le Gardasil, le Pediarix, etc., qui rapportèrent chacun plus d’un milliard de dollars en 2008, sans être obligatoires.
Le LEEM évalue le marché mondial des vaccins à 42,3 milliards d'euros en 2016, avec une croissance constante qui l'amènerait à 80 milliards en 2025. Ces vaccins représentent une part de plus en plus grande du marché pharmaceutique mondial en raison de la demande croissante des pays en développement, par le prix de vente plus élevé de produits issus de technologies plus onéreuses, et par la mise à disposition de nouveaux vaccins pour un plus grand nombre de maladies.
Ces nouveaux profits générés sont un des arguments les plus courants contre les nouvelles obligations vaccinales françaises 2018 (« jackpot pour les laboratoires »). Elles représenteraient un surcoût annuel estimé de 10 à 20 millions d'euros, que les laboratoires se partageront en effet mais qui sont à relativiser, par exemple, avec les bénéfices totaux de Sanofi (5 milliards d'euros en 2016) pour des ventes (produits pharmaceutiques, dont vaccins) de 33,8 milliards d'euros en 2016. Pour 2017, ces chiffres sont respectivement 5,1 milliards et 35 milliards, représentant des ventes mondiales,.
Ces nouvelles obligations vaccinales françaises sont de 11 vaccins, mais applicables seulement aux enfants de moins de deux ans, nés après 2018.

### L'obligation vaccinale serait une atteinte aux libertés individuelles
En France, la première loi d'obligation vaccinale est celle contre la variole en 1902. En 1938, les vaccins obligatoires scolaires sont le BCG, la diphtérie, la variole, le tétanos, auxquels s'ajoutent la typhoïde et le typhus au service militaire. Mais ces lois sont très mal appliquées. L'opposition est menée par le médecin Paul Chavanon (1898-1962), auteur prolifique antivaccinaliste, qui dénonce le « siècle de la seringue », les « cobayes soumis » et incite à la « grève des écoles ».
En novembre 1941, le gouvernement de Vichy annonce vouloir rendre cette obligation stricte dès la rentrée prochaine, date toujours repoussée jusqu'en 1944. L'obligation vaccinale sera effective durablement à partir de 1946.
Pour les associations qui luttent contre la vaccination obligatoire, l’obligation vaccinale est considérée comme une atteinte à la liberté individuelle même quand la vaccination est jugée légitime au nom du bien commun.
Les défenseurs de l'obligation rétorquent que « la coercition légale, dans la limite où elle est démontrée nécessaire à la protection de la santé publique du plus grand nombre, non seulement est nécessaire mais s’impose aux sociétés ».
Des mouvements citoyens se sont toutefois mobilisés pour demander la fin de la vaccination obligatoire et l'arrêt des mesures de rétorsion envers ceux qui ne la respectent pas, notamment aux États-Unis et en Pologne,,. À la suite d'un décret publié le 8 juin 2017 rendant obligatoire en Italie la vaccination des écoliers pour l'inscription à l'école, sous peine d'une amende et de l'exclusion des élèves en question, des manifestations sont organisées dans plusieurs villes du pays.
Aux États-Unis, la Cour suprême a délégué le choix des obligations vaccinales depuis (au moins) l'arrêt de la Cour suprême des États-Unis Jacobson v. Massachusetts (en) (1905) au niveau des États, au nom du pouvoir de police attribué aux États fédérés lorsqu'il en va de la santé et du bien-être général de la population.

### Oppositions religieuses
Les oppositions religieuses à la vaccination ont été historiquement importantes lors des débuts de la vaccination en Europe. Ces raisons religieuses se basaient essentiellement sur la providence divine ; certains croyants considéraient la maladie comme une fatalité ou un destin voulu par Dieu. En fait, des oppositions revendiquées comme liées à la religion peuvent aussi masquer d'autres motifs (politiques, moraux, culturels…).
Il faut donc distinguer entre les prises de positions officielles des représentants des grandes religions, et la réalité diverse des croyants : unis par une même religion, les croyants peuvent se différencier selon leur contexte national, leur histoire socio-politique ou socio-culturelle.
Si l'on excepte quelques sectes et courants intégristes, il semble que la foi religieuse soit rarement à l'origine, ou la seule raison, du refus de vaccination. Le discours religieux antivaccin apparaît plutôt comme la défense de valeurs traditionnelles et morales concernant le corps (la sexualité et la procréation) et la famille (rôle du père, place de la femme et des enfants). Plus que le vaccin, c'est la vaccination elle-même qui est visée en étant perçue comme une intrusion immorale et étrangère (l'État, le médecin…) dans un domaine intime (comme la vaccination des jeunes filles). Le refus vaccinal serait alors une inquiétude devant la transformation des mœurs et de la famille dans le monde moderne.
En juillet 2021, pendant la pandémie de Covid-19, les instances religieuses de France — juives, musulmanes, catholiques et protestantes — appellent leurs fidèles à se faire vacciner massivement et à lutter contre les théories complotistes.

#### Christianisme
Un sermon de 1772 intitulé « la pratique dangereuse et pécheresse de l’inoculation » par le théologien Edward Massey laissait entendre que la variolisation était une « opération diabolique » quand les maladies de Dieu étaient là pour punir leurs victimes du péché. Les autorités pontificales n'ont toutefois jamais émis d'avis négatif concernant cette pratique.
Cependant, selon Pierre Burney « Il n'est pas douteux qu’il y ait eu des croyants pour considérer la vaccination comme une innovation suspecte et impie mais cette opposition semble avoir été grossie (…) pour les besoins de lutte anticléricale ».
Il n'existe pas d'opposition canonique aux vaccinations, mais certains vaccins ont pu être soupçonnés, notamment sur la base de rumeurs ou de malentendus. Par exemple le vaccin antitétanique rendrait stérile, il s'agissait de recherches sur un vaccin contraceptif injectable, où l'hormone de grossesse était « complexée » (liée-transportée) par l'anatoxine tétanique, mais sans visée antitétanique. Cette confusion ou fausse information d'un réseau catholique du mouvement pro-vie Human Life International a rendu suspect l'ensemble des vaccins dans des pays comme les Philippines, le Nicaragua, le Mexique, la Tanzanie, le Kenya… où des cardinaux et des évêques se sont opposés à des campagnes de vaccination. Les analyses commandées à Rome ont clairement innocenté le fabricant, mais sans convaincre définitivement les populations concernées. Le Vatican a exprimé en 2005 des inquiétudes au sujet de la composition du vaccin contre la rubéole cultivés sur cellules diploïdes humaines issues de lignées de cellules de fœtus avortés (avortements thérapeutiques des années 1960). Le Vatican a conclu cependant que tant qu’il n’existait pas de choix alternatif, il était acceptable que les catholiques utilisent le vaccin existant mais en précisant que c'était « un choix injuste qui devait être éliminé rapidement » lorsqu'une alternative serait possible. En 2008, l'instruction Dignitas Personae du Vatican concluent aussi sur l'argument de « moindre mal » : le vaccin existant est acceptable face au danger pour la santé des enfants. En 2021, le pape François encourage les fidèles à se faire vacciner et affirme que la vaccination contre le covid-19 est un « acte d'amour »
La plupart des protestants ne s'opposent pas à la vaccination, en soutenant que « Dieu a donné la connaissance des médicaments et des vaccins » , mais il existe des minorités qui les refusent. Un groupe protestant fondamentaliste influent aux États-Unis est le Family Research Council, qui déconseille le vaccin contre le papillomavirus humain aux jeunes filles parce qu’il risquerait de favoriser la « promiscuité sexuelle » en laissant penser qu’avec ce traitement « le sexe serait sans risque ». La vaccination étant perçue comme une incitation à détourner les jeunes femmes de la voie de la chasteté jusqu'au mariage. Les Congrégations réformées hollandaises (en), présentes aux Pays-Bas et en Amérique du Nord, sont connues pour leur refus traditionnel de vaccination, notamment celles qui se situent dans le Bijbelgordel. Toutefois on constate une augmentation de la couverture vaccinale dans ces communautés aux Pays-Bas, lorsque la pratique vaccinale est comparée avec la construction des digues. La plupart des communautés Amish refusent la vaccination, mais en situation épidémique, les leaders locaux sont plutôt enclins à la tolérer.
Parmi les courants à la marge du christianisme opposés à la vaccination, on trouve la très radicale Science chrétienne (à ne pas confondre avec l'Église de scientologie) qui est la seule secte chrétienne à tenir officiellement un discours antivaccin en toutes circonstances : une maladie ne se soigne, ou ne se prévient, que par la prière. Les Témoins de Jéhovah furent longtemps de farouches opposants à la vaccination, mais ils sont devenus neutres dans les années 1950, et leur journal officiel a reconnu le bien-fondé de la plupart des vaccinations dans les années 1990. En 2021 la pression du Collège central des Témoins de Jéhovah pour se faire vacciner contre la Covid-19 a suscité de nombreuses divisions au sein des assemblées. Les mormons se distinguent par un soutien clair et net à la vaccination, par des dons, soutiens logistiques et partenariat avec les grandes organisations internationales.

#### Islam
L'Islam est dépourvu de pouvoir central pouvant émettre des avis généraux, ce qui empêche une vision homogène des problèmes de société. Il n'existe pas de rejet purement théologique de la vaccination, les différentes approches se situent dans un contexte politique : rapport des citoyens aux autorités civiles et religieuses, histoire coloniale et post-coloniale.
En Afghanistan et au Pakistan, dans les zones tribales des Talibans, des mollahs ont émis des fatwas contre la vaccination qu'ils percevaient comme une tentative de s'opposer à la volonté d'Allah et un moyen pour les Américains de stériliser les femmes musulmanes. Ils ont même assassiné le directeur de la campagne de vaccination de la Bajaur Agency au Pakistan. Les arguments sont d'ordre complotiste plus que religieux : il est question de l'inefficacité des vaccins, de leur dangerosité, et d'un stratagème des juifs et des américains, ce dernier point s'appuyant sur le fait que la CIA s'est servi de campagnes de vaccinations pour retrouver la trace de Ben Laden en 2011,.
Depuis 2003, une situation analogue se retrouve dans le nord du Nigéria, dans des zones contrôlées par le Boko Haram. La rumeur de vaccin rendant stérile et donnant le sida est aussi répandue en Inde dans des populations musulmanes sous-médicalisées.
Cependant, l'Organisation de la Conférence Islamique et la 15e conférence annuelle du Conseil international fiqh ont toutes deux conclu que la vaccination n'était pas opposée aux principes de la foi musulmane. Certains muftis considèrent même la vaccination comme une obligation morale quand elle permet de préserver les populations de maladies dangereuses.
Une grande enquête mondiale de la London School of Hygiene & Tropical Medicine sur la vaccination et la religion (enquêtes d'opinions) montre que la moyenne mondiale des personnes déclarant une incompatibilité entre leur foi et les vaccins (toutes religions confondues) est de l'ordre de 15 %. Pour des pays musulmans comme l'Afghanistan, le Pakistan, ou le Nigeria, cette proportion est inférieure à 10 %. Les populations musulmanes qui dénoncent plus souvent les vaccins sont celles d'Algérie et du Kosovo (27 % des interrogés). Les données sont manquantes pour l'Égypte.
Le cas de l'Iran montre l'engagement des autorités chiites en faveur de la vaccination, décrétée comme un devoir religieux obligatoire, et vécue comme une aumône religieuse. De même les autorités wahhabites d'Arabie Saoudite, ont instauré depuis 2001 la vaccination obligatoire contre le méningocoque (vaccin tétravalent contre A, C, Y et W135) pour le pèlerinage à la Mecque.

#### Judaïsme
Dans la religion juive traditionnelle, vers 1850, le rabbin Lipshutz (1782-1860) autorise la vaccination et qualifie Edward Jenner de « juste parmi les nations ». En Israël, la vaccination est imposée et les allocations familiales retirées aux parents qui la refusent pour leurs enfants.
Ces parents appartiennent à des communautés juives ultra-orthodoxes de Jérusalem, présentes aussi aux États-Unis (Brooklyn) et en Grande-Bretagne (Londres). Toutefois, il ne s'agit pas de raisons toujours religieuses, mais aussi d'opposition politique (rejet de la couleur politique du gouvernement en place).

#### Religions orientales
Le bouddhisme, le jaïnisme et l'hindouisme ne s'opposent pas à la vaccination. Ce qui serait en partie lié au fait que l'inoculation de la variole a été une pratique traditionnelle de médecine préventive populaire en Inde et en Chine.
Cependant Gandhi (1869-1948) était, à titre personnel, défavorable à la vaccination, jugée comme une pratique sauvage et étrangère et détournant l'Inde de la recherche d'autres solutions basées sur l'hygiène. L'antivaccinisme en Inde contemporaine est porté par une « contestation post-coloniale » qui considère les maladies comme le résultat des inégalités nord-sud et de la misère sociale.
S'il n'y a pas d'opposition officielle du bouddhisme à la vaccination, il n'empêche que les populations bouddhistes de trois pays y sont les plus opposées (incompatibilité entre les vaccins et leur religion) : Mongolie, Thaïlande et Viêt Nam. Les raisons de cet état de fait ne sont pas claires, mais il se pourrait qu'il s'agisse de revendications d'autonomie ou d'individualisme (poids d'un passé, colonial ou communiste) qui s'expriment par la religion.

#### Autres
La vaccination est fermement rejetée par de nombreux mouvements religieux alternatifs et sectes.
En particulier, l'influent mouvement anthroposophique, tradition mystique fondée par l'occultiste allemand Rudolf Steiner, voit dans les vaccins un « handicap karmique », les maladies étant perçues comme de justes punitions divines, qui ne tolèrent que la médecine anthroposophique - elle-même inventée par Steiner. En conséquence, les écoles pratiquant la Pédagogie Steiner s'opposent catégoriquement à la vaccination des enfants, ainsi qu'à plusieurs autres traitements non issus de leur médecine anthroposophique. Ce refus en bloc de la vaccination constitue l'une des principales menaces légales pesant sur ces écoles, par ailleurs très décriées pour leur risque de dérive sectaire.
D'autres mouvements contemporains comme l'Église de scientologie ne semblent pas opposées à la vaccination.

### Vaccins et immunité
Selon Homéopathes sans frontières les maladies infantiles jouent un rôle bénéfique dans le développement d’une immunité correcte, alors que les vaccins ne donneraient qu'une protection de durée limitée en affaiblissant par leur nombre (vaccins polyvalents) le système immunitaire. Cette opinion n'est pas étayée scientifiquement, et plusieurs études contredisent cette thèse,.

## Diffusion des théories antivaccinales

### Acteurs
Dans l'entre deux guerres, l'antivaccinisme abandonne la posture scientiste caractéristique de la fin du XIXe siècle pour en revenir à ses fondamentaux naturalistes voire mystiques. Là se noue au début des années 1930, une alliance entre écologie, utopies sociales et militantisme antivaccin appelée à un grand avenir,
Plusieurs courants de médecines non conventionnelles s’opposent à la vaccination, comme certains homéopathes, certains chiropracteurs ainsi que la médecine anthroposophique pour les maladies infantiles,,.
Daniel David Palmer, le fondateur de la chiropraxie, écrivait : « c’est le sommet de l’absurdité que de tenter de protéger une personne de la variole en lui administrant un poison animal dégoûtant. »
En France, le sociologue Jocelyn Raude distingue trois principaux courants parmi les antivaccins : « ceux qui appartiennent à des mouvements politiques, en particulier d’extrême droite et d’extrême gauche, ceux proches des sphères conspirationnistes et les adeptes des médecines alternatives. » Les réseaux d'écoles liées à une spiritualité semblent également très actifs dans l'opposition à la vaccination : cela concerne notamment la pédagogie Steiner-Waldorf (fondée par un occultiste autrichien pendant l'entre-deux-guerres), mais aussi les écoles catholiques affiliées au courant intégriste de la Fraternité sacerdotale Saint-Pie-X.
D'après un sondage Ifop initié par Conspiracy Watch et la fondation Jean-Jaurès, 43 % des sondés adhèrent à l'énoncé complotiste suivant : « le ministère de la Santé serait de mèche avec l’industrie pharmaceutique pour cacher au grand public la réalité sur la nocivité des vaccins ».

### Figures de discours
Les thèmes des militants opposés à la vaccination sont de plusieurs types :
- dénigrer la science, la médecine (suspicions de conflit d'intérêts, de dissimulation et de fraude) ;
- dresser la liste des ingrédients potentiellement toxiques (en dénigrant/niant les études de sécurité réalisées) ;
- prôner la liberté vaccinale (refus des obligations vaccinales) ;
- mettre l'accent sur l'impossibilité d'assurer la fiabilité à 100 % des vaccins en matière d'efficacité ou d'effets secondaires (les vaccins étant des médicaments, ils ont des effets secondaires et leur efficacité ne peut pas être assurée à 100 %) ;
- mettre en avant l'aspect contre-nature de la vaccination, mettant en danger les vaccinés en leur inoculant des germes[163],[164] ;
- nier la contribution des vaccins aux progrès en matière de santé des dernières décennies et les attribuer à d'autres facteurs (en général progrès en matière d'hygiène et meilleure nutrition) ;
- pratiquer l'amalgame en citant des cas antérieurs d'erreur scientifique (scandale du sang contaminé, des hormones de croissance) sans rapport avec la vaccination ;
- invoquer Big Pharma (industrie pharmaceutique décrite comme toute puissante en matière de santé grâce à l'argent, en référence à Big Brother) ;
- détourner les résultats d'études scientifiques sur la vaccination ;
- rejeter la possibilité que des maladies se produisent après la vaccination par coïncidence, et ne soient donc pas des effets secondaires des vaccins ;
- se présenter comme les meilleurs des experts du fait de l'expérience acquise sur ses propres enfants ; expérience acquise qui permet de conseiller les autres en matière de vaccination ;
- présenter les maladies infantiles comme bénignes et affirmer qu'il est plus sûr et plus naturel de les contracter que de se faire vacciner (nier les complications des maladies infantiles) ;
- nier l'utilité des vaccins en matière de politique de santé publique (passer sous silence le phénomène d'immunité grégaire ou présenter le fait d'imposer un risque de complication à des individus pour améliorer la santé globale d'un groupe comme une injustice) ;
- faire témoigner les patients ou parents d'enfants touchés par une maladie grave après une vaccination (en invoquant le sophisme post hoc ergo propter hoc) ;
- abuser d'images humoristiques ou de caricatures en lien avec la vaccination.

L'influence de cette rhétorique et l'exposition aux polémiques médiatiques, expliquent les résultats du baromètre Santé de l'Institut national de prévention et d'éducation pour la santé. Par exemple, à la question posée aux Français âgés de 15 à 75 ans « Êtes-vous très, plutôt, plutôt pas ou pas du tout favorable à la vaccination ? », 8 % se déclarent plutôt pas ou pas du tout favorable en 2000, 38 % en 2015.

### Utilisation des réseaux sociaux
Les milieux antivaccinalistes utilisent internet pour diffuser leurs théories. Internet permet un accès direct à de nombreuses informations de santé, jusqu'alors peu disponibles pour le grand public (livres et revues médicales). Ces militants investissent les réseaux sociaux sur internet où ils diffusent des discours anxiogènes sans fondement scientifique.
Le médecin Henri Joyeux, professeur de cancérologie à la retraite, et selon l'AFP l'un « des principaux avocats des antivaccins en France, bien qu'il s'en défende », lance une lettre-pétition « antivax » le 19 mai 2015, qui a recueilli plus d'un million de signatures au 30 janvier 2018.
Les créations de groupes prônant la « liberté vaccinale » permettent un accès large et un recrutement facile de profils. Les sites de partages en ligne contenaient auparavant une partie non negligeable de vidéos antivaccinalistes (25,3 % des vidéos en lien avec la vaccination sur YouTube la décrivaient négativement). Cela peut orienter les décisions de vaccination vers des informations non scientifiques sur la vaccination, et faire passer les informations scientifiques validées au second rang. Les antivax sont aussi plus actifs: selon les auteurs d'une enquête sur les publications dans les réseaux sociaux concernant la vaccination, lancée par une agence de communication spécialisée dans l'analyse de l'opinion en ligne, et un cabinet de conseils en politique de santé, « les « antivax » sont de loin les plus actifs sur les réseaux sociaux lorsqu’il s’agit de dénoncer le bien-fondé et la sécurité de la vaccination : ils publient et relaient des messages bien plus régulièrement que les « provax » »,.
Début 2019, les médias sociaux ont pris des mesures pour limiter la désinformation antivaccinaliste. Pinterest cesse de renvoyer les résultats des recherches liées à la vaccination. De son côté, YouTube ne monétise plus les vidéos antivaccin et supprime les publicités associées à ces vidéos. En mars 2019, Facebook annonce sa volonté de diminuer la diffusion de fausses informations sur les vaccins et la visibilité des groupes et des pages publiant ce type d’information. Amazon supprime de son catalogue plusieurs documentaires complotistes sur la vaccination.

### Le business de l’antivaccination
Le journaliste Damien Leloup déclare « ironiquement, pour un mouvement qui prétend souvent dénoncer les vaccins comme la création rémunératrice d’un lobby pharmaceutique, l’opposition aux vaccins peut aussi rapporter de l’argent. Une poignée d’entreprises et d’« experts » cherchent depuis plusieurs années à rentabiliser la méfiance à l’égard des vaccins, en utilisant tous les outils qu’offre le Web ».
La première monétisation de la propagande antivax est l'affichage de publicités sur des sites, qui apporte une rémunération proportionnelle à la fréquentation du site. Le groupe Facebook « Vaccins, alternatives, protection et défense des enfants en France ! », qui compte 10 000 abonnés en France, diffuse sur le réseau social des articles « mensongers et « attrape-clics » », dont les liens conduisent les internautes vers un site où est affiché de la publicité. Une autre source de rémunération est l'abonnement payant à des newsletters, comme celles de « Santé Nature Innovation ».
Une autre forme de monétisation consiste à vendre à ces communautés virtuelles des traitements « alternatifs » en ligne. De nombreux sites consacrés aux « médecines non conventionnelles » et très critiques vis-à-vis de la vaccination, vendent divers produits comme les huiles essentielles et les extraits de plantes, et peuvent parfois proposer des stages payants, comme l'association Régenère. Le site « Santé Nature Innovation » a été épinglé fin 2017 par l'UFC-Que choisir « pour ses prétendus remèdes miracles et ses pratiques commerciales ultra-agressives ».
Toujours selon le journaliste Damien Leloup, la plupart de ces sites sont adossés à des petites structures associatives ou entrepreneuriales qui dans leur grande majorité, lorsqu'elles adoptent une ligne antivaccinale, « semble le faire par conviction plus que pour l’appât du gain ». Mais ce mouvement possède ses best-sellers, livres ou vidéos, comme le documentaire Vaxxed qui repose sur le travail discrédité du médecin désormais radié Andrew Wakefield, qui a produit une étude frauduleuse dénonçant à tort un lien entre vaccination et autisme. Andrew Wakefield a créé une fondation, Strategic Autism Initiative, qui l'a rémunéré 300 000 euros sur cinq ans. L'antivaccination n'est cependant pas toujours profitable à ses promoteurs, avec par exemple l'échec du financement participatif de la suite du documentaire Vaxxed, et ce dernier a été supprimé du catalogue de vente d'Amazon. De plus, les réseaux sociaux semblent désormais prendre conscience de leur responsabilité dans la propagation d'informations fausses concernant les vaccins et s'engagent à lutter contre.

### Fêtes du virus
Les fêtes du virus provoquent de manière récurrente des controverses et sont découragées par les responsables de la santé publique, en faveur de la vaccination.

### Antivaccins et climatoscepticisme
Les tendances antivax se mêlent parfois au climato-scepticisme créant une convergence sur les réseaux sociaux.

## Baisse des vaccinations et résurgence des maladies infectieuses
Selon certaines études, la réduction (volontaire ou non) de l’utilisation de vaccins dans certains pays a provoqué une recrudescence des maladies et une augmentation de la mortalité,. En 1873, une campagne religieuse contre la vaccination a fait chuter la vaccination de 40 % à Stockholm au XIXe siècle provoquant une réapparition de la variole qui fut à nouveau éradiquée par le vaccin ensuite.
En 1974, l’utilisation du vaccin contre la coqueluche chuta de 77 à 30 % en Grande-Bretagne. Dans les années qui suivirent, le nombre de cas rapportés augmenta et plusieurs épidémies importantes se déclarèrent. De même, de 1979 à 1996, la Suède interrompit la diffusion du vaccin contre la coqueluche à la suite de quoi 60 % des enfants furent contaminés, la mortalité ne dépassant cependant pas un individu par année. L’OMS a estimé à 294 000 le nombre de décès en 2002 dus à la coqueluche dans les pays ne pratiquant pas la vaccination.
En 1999-2000, un épisode épidémique de rougeole dans une communauté religieuse aux Pays-Bas a démontré les conséquences de la non-vaccination. Parmi 2 961 cas recensés, environ 95 % des personnes atteintes n'étaient pas vaccinées. Trois personnes sont mortes et 68 ont dû être hospitalisées pour des complications sévères. Une résurgence de la rougeole en 2005 dans l'État d'Indiana aux États-Unis fut attribuée à des parents qui avaient refusé la vaccination pour leurs enfants. En 2014, il y a eu également plusieurs épisodes de rougeole aux États-Unis, en particulier 383 cas dans une communauté Amish de l'Ohio qui refusait la vaccination (par comparaison, en 2012, le nombre total de cas de rougeole pour l'ensemble des États-Unis était de 55 seulement, la plupart importés).
Au début des années 2000, un groupe de religieux conservateurs au Nigeria, rejetant la médecine occidentale, conseilla à ses adeptes de ne pas vacciner leurs enfants avec le vaccin oral contre la poliomyélite. Le boycott fut adopté par le gouverneur de la province de Kano et aucun vaccin ne fut administré pendant plusieurs mois. La polio réapparut dans une douzaine de provinces qui ne présentaient pas de cas de la maladie auparavant. En 2006, le Nigeria avait la moitié des cas de polio du monde.
La majorité des cas de tétanos chez des enfants surviennent dans les familles où les parents ont refusé de faire vacciner leurs enfants.
En France, le célèbre médecin et vulgarisateur scientifique Michel Cymes s'est engagé contre les discours antivaccination, notamment pour avoir vu un enfant mourir de la rougeole.
En France, au 20 février 2018, une épidémie de rougeole est signalée. On dénombre 2 500 cas entre novembre 2017 et juin 2018 dont deux décès. Les données mettent en évidence des cas groupés dans « des communautés incomplètement ou non vaccinées, telles les gens du voyage, les Roms ou des populations précaires fréquentant les centres d’hébergement, populations peu ou non vaccinées qui devraient pouvoir bénéficier de mesures de prévention ciblées ». La non-vaccination de certaines populations a été mise en évidence dans cette épidémie, notamment les personnes entre 20 et 40 ans. Selon The Lancet, au cours du premier semestre 2018, en Europe, 41 000 cas de rougeole ont été signalés, faisant 37 morts, dont 14 en Serbie.
En janvier 2019, l'Organisation mondiale de la santé a listé « l'hésitation vaccinale », c'est-à-dire le refus ou la réticence à être vacciné, comme une des 10 menaces contre la santé mondiale en 2019.
En novembre et décembre 2019, une épidémie de rougeole fait soixante-deux morts aux Samoa, dont cinquante-sept enfants âgés de moins de quinze ans, parmi lesquels vingt-six bébés âgés de moins d'un an. La rougeole atteint également les Tonga et les Fidji, mais sans y faire de morts ; dans ces deux pays, plus de 90 % de la population est vaccinée, alors qu'aux Samoa le taux de vaccination est d'environ un tiers. Le gouvernement samoan décrète un état d'urgence et introduit la vaccination obligatoire,. Les 5 et 6 décembre, les commerces sont tenus de fermer et presque toute activité est suspendue dans le pays ; les « services de vaccinations sont les seuls autorisés à se déplacer, [et] passent de maison en maison pour administrer les vaccins ». Selon le gouvernement, le faible taux de vaccination avant ces dates serait du notamment aux « campagnes antivaccin qui abondent sur les réseaux sociaux », alimentées par des Samoans expatriés en Australie et aux États-Unis.
En novembre 2020, l'Organisation mondiale de la santé indique une augmentation de 50 % des décès dus à la rougeole, avec 207 500 morts en 2019, « principalement par une vaccination insuffisante des enfants ».

#### Publications sur l'histoire de la controverse
- (en) Centre for Studies in Religion & Society, Public Health in the Age of Anxiety. Religious and Cultural Roots of Vaccine Hesitancy in Canada, University of Toronto Press, 2017, 408 p. (lire en ligne)
- Françoise Salvadori et Laurent-Henri Vignaud, Antivax. La résistance aux vaccins du XVIIIe siècle à nos jours, Paris, éditions Vendémiaire, 2019, 351 p. (ISBN 978-2-36358-322-2, présentation en ligne)
- Pierre Bégué, L’origine du refus des vaccinations, 2012, Science et pseudo-sciences.

#### Publications scientifiques
En français
- Kristell Guével-Delarue, L'hésitation vaccinale : les mots pour expliquer, Presses de l'EHESP, coll. « Vade-mecum-pro », 2020, 194 p. (ISBN 9782810908165).
- Lucie Guimier, « La résistance aux vaccinations : d’un défi de santé publique à un enjeu de société », sur derives-sectes.gouv.fr, 2017.
- Les représentations sociales de la vaccination, par 6 co-auteurs, Revue Santé Publique no 6 (p. 547-560), 2012. Décrit la vision éloignée du sujet entre médecins généralistes et patients. Article lisible sur le site CAIRN également.
- Rapport sur la politique vaccinale en France sur le site du Sénat, 2007
- Le Point sur les vaccins et la vaccination dans le monde, OMS, 2004
- Vaccins, intolérances et allergies, par JF Nicolas, D Kaiserlian, F Béraud, John Libbey 2003

En anglais
- Vaccine: The Controversial Story of Medicine's Greatest Lifesaver par Arthur Allen WW Norton, 2007
- (en) H Bedford et D Elliman, « Concerns about immunisation », BMJ, vol. 320, no 7229,‎ 2000, p. 240–3 (PMID 10642238, DOI 10.1136/bmj.320.7229.240, lire en ligne)
- (en) P Davies, S Chapman et J Leask, « Antivaccination activists on the world wide web », Arch Dis Child, vol. 87, no 1,‎ 2002, p. 22-25 (PMID 12089115, DOI 10.1136/adc.87.1.22, lire en ligne)
- (en) D Elliman et H Bedford, « MMR: Science and Fiction. Exploring the Vaccine Crisis; MMR and Autism: What Parents Need to Know », BMJ, vol. 329, no 7473,‎ 2004, p. 1049 (DOI 10.1136/bmj.329.7473.1049, lire en ligne)
- (en) E Friedlander, « The anti-immunization activists: a pattern of deception », sur pathguy.com, 2007 (consulté le 13 novembre 2007)
- (en) B Hanratty, T Holt, E Duffell, W Patterson, M Ramsay, J White, L Jin et P Litton, « UK measles outbreak in non-immune anthroposophic communities: the implications for the elimination of measles from Europe », Epidemiol Infect, vol. 125, no 2,‎ 2000, p. 377-383 (PMID 11117961, DOI 10.1017/S0950268899004525)
- (en) Miller, C.L. Deaths from Measles in England and Wales. 1970-83., Epidemiological Research Laboratory, Public Health Laboratory Service, London; measles mortality statistics published in the British Medical Journal, vol. 290, 9 février 1985
- (en) M Myers et S Katz, Do Vaccines Cause That?! : A Guide for Evaluating Vaccine Safety Concerns, Galveston, TX, Immunizations for Public Health (i4ph), 2008, 268 p. (ISBN 978-0-9769027-1-3, OCLC 233169461, lire en ligne)
- (en) PA Offit, Autism's False Prophets : Bad Science, Risky Medicine, and the Search for a Cure, Columbia University Press, 2008, 298 p. (ISBN 978-0-231-14636-4, LCCN 2008015832)
- (en) W Orenstein et A Hinman, « The immunization system in the United States - the role of school immunization laws », Vaccine, vol. 17 Suppl 3,‎ 1999, S19-24 (PMID 10559531, DOI 10.1016/S0264-410X(99)00290-X)
- (en) G Poland et R Jacobson, « Understanding those who do not understand: a brief review of the anti-vaccine movement », Vaccine, vol. 19, nos 17-19,‎ 2001, p. 2440-2445 (PMID 11257375, DOI 10.1016/S0264-410X(00)00469-2)
- (en) R Spier, « Ethical aspects of vaccines and vaccination », Vaccine, vol. 16, no 19,‎ 1998, p. 1788-1794 (PMID 9795382, DOI 10.1016/S0264-410X(98)00169-8)
- (en) E Vermeersch, « Individual rights versus societal duties », Vaccine, vol. 17 (Suppl 3),‎ 1999, S14–7 (PMID 10627239)
- (en) RM Wolfe, LK Sharp et MS Lipsky, « Content and design attributes of antivaccination web sites », JAMA, vol. 287, no 24,‎ 2002, p. 3245-3248 (PMID 12076221, DOI 10.1001/jama.287.24.3245, lire en ligne)
- (en) « Six common misconceptions about immunization »(Archive.org • Wikiwix • Archive.is • Google • Que faire ?), World Health Organization, 2006 (consulté le 2 novembre 2006)

#### Publications antivaccination
En français
- Un autre regard sur le Covid-19 : La crise sanitaire analysée par…, Christian Perronne, Laurent Mucchielli, Pierre Chaillot, Laurent Toubiana, Louis Fouché, Gérard Delépine et Nicole Delépine, Vincent Pavan, Éditions Demi-Lune, 2023
- Les apprentis sorciers, Alexandra Henrion-Caude, Éditions Albin Michel, 2023
- Covid 19, ce que révèlent les chiffres officiels: Mortalité, tests, vaccins, hôpitaux, la vérité émerge, Pierre Chaillot, L'Artilleur, 2023
- Les 10 plus gros mensonges sur les vaccins, Sylvie Simon, Dangles, 2005
- Vaccination, je ne serai plus complice ! Jean Méric, Marco Pietteur, 2004
- Vaccination, les vérités indésirables, Michel Georget, Éditions Dangles, 2007
- Vaccinations : le droit de choisir, François Choffat, Éditions Jouvence, 2009
- Vaccins, l'avis d'un avocat : on nous aurait menti ?, Jean-Pierre Joseph, Testez Editions, 2008
- Vaccination: Erreur médicale du siècle, Louis De Brouwer, Louise Courteau
- La (Bonne) Santé des enfants non vaccinés, Françoise Berthoud, Éditions Jouvence, 2015
- Qui aime bien, vaccine peu, Groupe médical de réflexion sur les vaccins, Éditions Jouvence, 2009

En anglais
- 1898 : Vaccination A Delusion de Alfred Russel Wallace
- 1936 : The Case Against Vaccination de M. Beddow Bayly
- 1951 : The Truth About Vaccination and Immunization de Lily Loat
- 1957 : The Poisoned Needle de Eleanor McBean
- 1990 : Universal Immunization: Miracle or Masterful Mirage du Dr Raymond Obomsawin
- 1993 : Vaccination: 100 years of orthodox research shows that vaccines represent an assault on the immune system de Viera Scheibner.

### Documentaire
- Silence on vaccine, de Lina B. Moreco. Documentaire produit par l'Office national du film du Canada et diffusé sur France 5 le 9 décembre 2008
- Vaxxed 2016
- « Antivaccin, à l’origine du doute », dans La Méthode scientifique sur France Culture, émission du 28 mars 2019 (écouter en ligne)

#### Sites officiels
- Sécurité des vaccins sur le site de l’OMS
- Manifestations post-vaccinales indésirables sur le site de l’OMS
- Étude socio-historique de l’obligation vaccinale

#### Sites sur la controverse
- Site du Dr Girard, conseil en pharmacovigilance et pharmacoépidémiologie expert européen (AEXEA)
- Controverse autour de trois vaccins par Didier Torny, sociologue INRA et chercheur à l’École des hautes études en sciences sociales.
- « Le regain des campagnes antivaccination » par Olivier Bernard